# Un método peligroso
Un método peligroso (cuyo título original es A Dangerous Method) es un drama histórico psicológico (una coproducción germano-canadiense) dirigido por David Cronenberg y protagonizado por Viggo Mortensen, Michael Fassbender, Keira Knightley y Vincent Cassel. El guion fue adaptado por el premiado escritor Christopher Hampton de su propia obra de teatro del 2002 The Talking Cure, basada a su vez en la obra de no ficción de 1993 A Most Dangerous Method, de John Kerr.
La película marca la tercera colaboración entre Cronenberg y Viggo Mortensen (tras Una historia de violencia y Promesas del Este), y la segunda con Vincent Cassel (quien también intervino en esta última). Es también la tercera película que el productor de cine británico Jeremy Thomas hace con Cronenberg, tras haber completado juntos la adaptación de William S. Burroughs El almuerzo desnudo y la adaptación de J. G. Ballard Crash.
A su presentación en el Festival Internacional de Cine de Venecia el 2 de septiembre de 2011 siguió su estreno el día 10 en el Festival Internacional de Cine de Toronto.

## Argumento
En vísperas de la I Guerra Mundial, las bulliciosas calles de Zúrich y Viena sirven de marco para una oscura historia con trasfondo sexual e intelectual.
El psiquiatra Carl Jung, de 29 años, está empezando su carrera profesional y vive en el hospital Burghölzli con su esposa embarazada. Jung ensaya el tratamiento experimental inventado por Sigmund Freud, el psicoanálisis o “curación por la palabra”, como también se conocía entonces, con Sabina Spielrein, una paciente de 18 años. Sabina es una joven rusa de origen judío, muy culta, que habla alemán a la perfección, con un diagnóstico de histeria que puede llevarla a la violencia. En sus conversaciones con Jung, Sabina revela haber tenido una infancia plagada de humillaciones y palizas que le infligía un padre autoritario. El psicoanálisis no tarda en sacar a la luz un inquietante elemento sexual en su disfunción, apoyando la teoría de Freud que relaciona la sexualidad con los trastornos emocionales.
Jung y Freud traban amistad a través de un intercambio epistolar acerca de Sabina, y su primera reunión solo puede describirse como intensa y extensa. A la vez que la relación entre los dos psiquiatras se estrecha, Freud ve en Jung a su heredero intelectual; también lo hace la relación entre Jung y Sabina, una mujer brillante a pesar de su enfermedad. El tratamiento tiene éxito y Sabina decide convertirse en psiquiatra con el apoyo de Jung.

### Crítica
Si bien el guion se basa en gran parte en hechos históricos (algunos de los diálogos se basan en la correspondencia real de los tres personajes), muchos otros constituyen ficción pura. En particular, algunas críticas e investigaciones periodísticas han hecho notar que no existe evidencia alguna de que las relaciones sexuales entre Jung y Spielrein se hayan caracterizado por prácticas de nalgadas y azotes: ni de la correspondencia entre ambos, ni tampoco del diario de vida de Sabina Spielrein se puede inferir tal cosa.

## Elenco
- Viggo Mortensen como Sigmund Freud, padre del psicoanálisis.
- Michael Fassbender como Carl Gustav Jung, psiquiatra suizo.
- Keira Knightley como Sabina Spielrein, paciente de Jung y luego su amante y una de las primeras mujeres psicoanalistas.
- Vincent Cassel como Otto Gross, médico y a la vez paciente de Jung.
- Sarah Gadon como Emma Jung, esposa de Jung.
- André Hennicke como Eugen Bleuler, psiquiatra suizo que dirigía Burghölzli; Jung fue su colaborador.
- Arndt Schwering-Sohnrey como Sándor Ferenczi, uno de los primeros seguidores de Freud.

Christoph Waltz fue contratado inicialmente para interpretar a Sigmund Freud, pero debió ser reemplazado por Viggo Mortensen debido a un conflicto de agenda con las fechas de rodaje.

## Producción
La película fue producida por la compañía británica Recorded Picture Company, con la alemana Lago Film y la canadiense Prospero Pictures como coproductoras. El proyecto recibió financiamiento adicional de Medienboard Berlin-Brandenburg, de MFG Baden-Württemberg, de Filmstiftung NRW, del German Federal Film Board and Film Fund, de Ontario Media Development Corp y de Millbrook Pictures. La filmación comenzó el 26 de mayo y finalizó el 24 de julio del 2010.

## Filmación
Los lugares de filmación fueron los siguientes:
- Berlín, Alemania.
- Lago de Constanza, Baviera, Alemania.
- Constanza, Baden-Wurtemberg, Alemania.
- MMC Studios, Hürth, Renania del Norte-Westfalia, Alemania.
- Studio Babelsberg, Potsdam, Brandeburgo, Alemania.
- Viena, Austria.
- Zúrich, Cantón de Zúrich, Suiza.

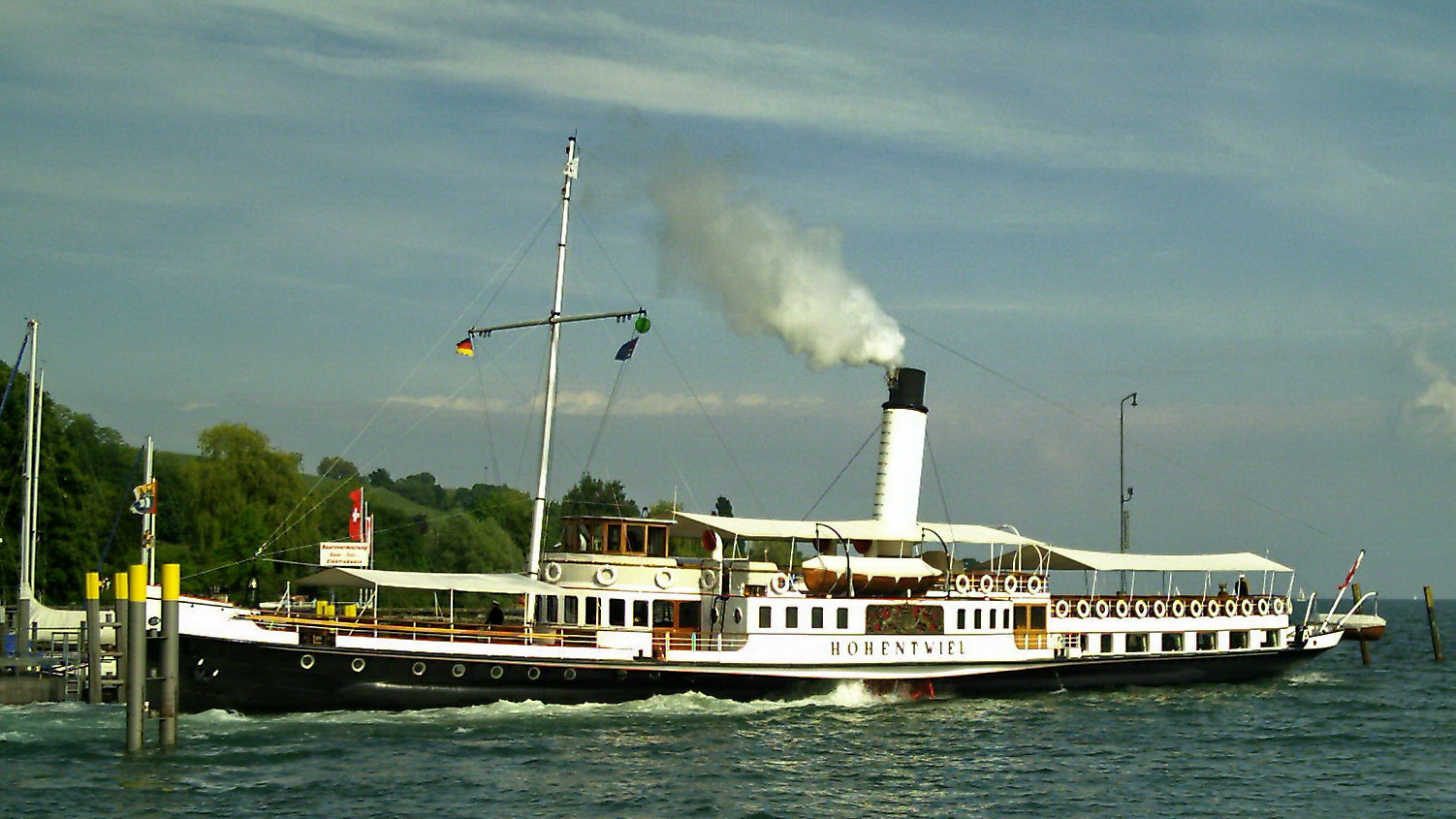
Se filmó una escena con Keira Knightley y Michael Fassbender a bordo del barco de vapor Hohentwiel en el lago de Constanza.

Uno de los lugares principales de rodaje fue el lago de Constanza, al sur de Alemania (en Baden-Wurtemberg, en la frontera con Suiza y Austria). Se estudió la posibilidad de filmar en el lago de Zúrich, pero todo el entorno estaba demasiado modernizado y casi no permitía escenificar la época en que transcurre la trama principal de la película. Muchas escenas clave pudieron filmarse, en cambio, en el lago de Constanza. Se utilizó además un transbordador de 1903 recientemente restaurado, que pudo ser utilizado de manera brillante para el viaje de C. G. Jung y Sabina Spielrein.
Hay varias escenas sobre las aguas del lago. Algunas ocurren en un velero deportivo antiguo restaurado, bastante original, alquilado para la película. Su importancia en la trama radica en que es un regalo de la esposa de Jung. Aunque se trata de un esfuerzo de originalidad, las velas son evidentemente de Dacron, un material poliéster que no se utilizaba para velas antes de los años 1960. 
Durante tres días se realizaron trabajos de filmación en Viena, el lugar de residencia de Sigmund Freud y de su familia por casi cinco décadas. Aparte de algunas de las calles de Viena y de un famoso café, la entrada y la escalera que conduce al consultorio y a la casa de Freud en la Berggasse 19 (hoy museo, biblioteca y archivo) es un escenario importante de la película.  Esto fue una inspiración tanto para Cronenberg como para los actores. En palabras de Mortensen: "Fue un lujo haber podido visitar Viena y poder filmar en la casa en la que él vivió realmente desde 1891 y hasta 1938. Allí él subió y bajó esas escaleras innumerables veces; haber podido trabajar allí fue realmente un gran placer."

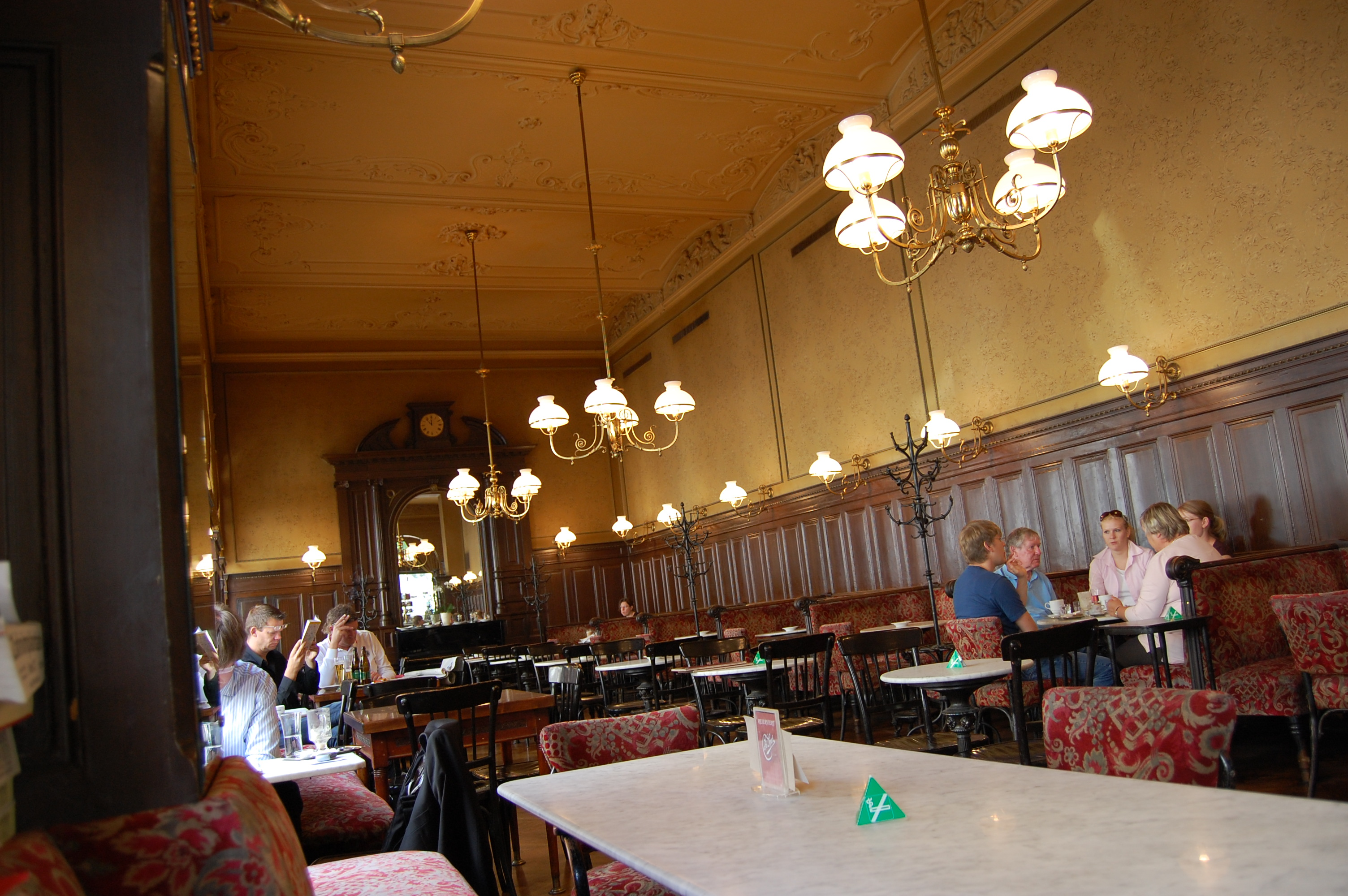
Interior del Café Sperl donde se filmó un encuentro entre Jung y Freud. David Cronenberg dijo sobre el rodaje: "Casi no tuvimos que cambiar nada para que pareciera 1907".

Además, Viena era muy relevante porque fue el escenario del más importante encuentro entre Freud y Jung, que también aparece referido en la película como una cita de duración extraordinaria: trece horas de conversación ininterrumpida. Y Cronenberg también lo recalca: "Freud y Viena son prácticamente sinónimos; el hecho de que hayamos podido rodar tres días en Viena vale oro. Es fantástico percibir la verdadera historia de Viena. Yo me entusiasmé mucho cuando buscábamos lugares de filmación y encontramos el Cafe Sperl, puesto que Jung y Freud debían salir, sentarse en un café y comer tarta Sacher – y el Sperl es uno de los auténticos y originales cafés vieneses por excelencia. Fue increíble. Prácticamente no tuvimos que modificar nada para trasportarlo al año 1907."

## Estreno
Universal Pictures estrenó la película en territorio de habla alemana, mientras Lionsgate adquirió derechos para el Reino Unido. Sony Pictures Classics se encargó de su distribución en los Estados Unidos.
Estrenada el 2 de septiembre de 2011 en el 68 Festival Internacional de Cine de Venecia, fue muy aplaudida durante la proyección para la prensa. En España fue distribuida por Universal Pictures a partir del 25 de noviembre de 2011. En México se estrenó el viernes 29 de junio de 2012.

## Premios
| Año de la ceremonia | Premio                                       | Categoría                                               | Destinatario(s)                                                                | Resultado |
| ------------------- | -------------------------------------------- | ------------------------------------------------------- | ------------------------------------------------------------------------------ | --------- |
| 2011                | National Board of Review Awards              | Premio del proyector                                    | Michael Fassbender (También por Shame, Jane Eyre y X-Men: primera generación)  | Ganador   |
| 2011                | Premios Satellite                            | Premio Satellite al mejor actor de reparto - película   | Viggo Mortensen                                                                | Nominado  |
| 2011                | Los Angeles Film Critics Association Awards  | Mejor actor                                             | Michael Fassbender (También por Shame, Jane Eyre, y X-Men: primera generación) | Ganador   |
| 2012                | Premios Globo de Oro                         | Globo de Oro al mejor actor de reparto                  | Viggo Mortensen                                                                | Nominado  |
| 2012                | London Critics' Circle Film Awards           | Actor británico del año                                 | Michael Fassbender (También por Shame)                                         | Ganador   |
| 2012                | Central Ohio Film Critics Association Awards | Actor del año                                           | Michael Fassbender (También por Shame, Jane Eyre, y X-Men: primera generación) | Nominado  |
| 2012                | Genie Awards                                 | Mejor Película                                          | Martin Katz, Marco Mehlitz, Jeremy Thomas                                      | Nominado  |
| 2012                | Genie Awards                                 | Realización en dirección de arte / Diseño de producción | James Mcateer                                                                  | Ganador   |
| 2012                | Genie Awards                                 | Interpretación de un actor en un papel principal        | Michael Fassbender                                                             | Nominado  |
| 2012                | Genie Awards                                 | Interpretación de un actor en un papel secundario       | Viggo Mortensen                                                                | Ganador   |
| 2012                | Genie Awards                                 | Realización en diseño de vestuario                      | Denise Cronenberg                                                              | Nominado  |
| 2012                | Genie Awards                                 | Realización en dirección                                | David Cronenberg                                                               | Nominado  |
| 2012                | Genie Awards                                 | Realización en edición                                  | Ronald Sanders, C.C.E. A.C.E.                                                  | Nominado  |
| 2012                | Genie Awards                                 | Realización en música – Banda sonora original           | Howard Shore                                                                   | Ganador   |
| 2012                | Genie Awards                                 | Realización en sonido global                            | Orest Sushko, Christian Cooke                                                  | Ganador   |
| 2012                | Genie Awards                                 | Realización en edición de sonido                        | Wayne Griffin, Rob Bertola, Tony Currie, Andy Malcolm, Michael O’Farrell       | Ganador   |
| 2012                | Genie Awards                                 | Realización en efectos visuales                         | Jason Edwardh, Oliver Hearsey, Jim Price, Milan Schere, Wojciech Zielinski     | Nominado  |
| 2012                | Sant Jordi Award                             | Mejor actor extranjero                                  | Michael Fassbender (También por Jane Eyre y X-Men: primera generación)         | Ganador   |